# Allobates sanmartini
Allobates sanmartini е вид земноводно от семейство Aromobatidae.

## Разпространение
Видът е разпространен във Венецуела.